# Aeroportul General Santos
Aeroportul General Santos (IATA: GES, ICAO: RPMR) este un aeroport din Soccsksargen⁠(d), Filipine ce deservește zona General Santos⁠(d). Aeroportul a fost tranzitat în 2022 de 768.749 de pasageri. A fost deschis în 1996 și numit după zona deservită.
Situat la o altitudine de 154 m, aeroportul dispune de 1 pistă. Este operat de Civil Aviation Authority of the Philippines⁠(d).

## Infrastructură

### Piste
Aeroportul dispune de o singură pistă. Pista are orientarea 17/35.